# Liam Brady
William Brady, detto Liam (Dublino, 13 febbraio 1956), è un dirigente sportivo, allenatore di calcio ed ex calciatore irlandese, di ruolo centrocampista.

## Caratteristiche tecniche

### Giocatore
Regista mancino, dotato di ottima visione di gioco, compensava qualche carenza in termini di dinamismo con ordinate geometrie e notevole carica agonistica. Oltre a ciò, era un affidabile rigorista.

## Carriera

### Giocatore

#### Club

##### Arsenal
Cresciuto calcisticamente dapprima nel St. Kevin's Boys e poi nello Home Farm, venne notato all'età di tredici anni dagli scouts dell'Arsenal, da cui venne acquistato nel giugno del 1971. La dirigenza dei Gunners in quegli anni era orientata a una politica di sviluppo del settore giovanile che le consentisse di coltivare in casa le future stelle della prima squadra. Brady trascorse tre anni nel settore giovanile assieme a un gruppo di giocatori – David O'Leary, Frank Stapleton, Graham Rix, John Matthews e Richie Powling – che venne promosso in toto in prima squadra.

Brady (a sinistra) all'Arsenal nel 1980, anticipato dal futuro compagno di squadra Furino durante le semifinali di Coppa delle Coppe.

Il giorno del suo diciassettesimo compleanno firmò il contratto da professionista, seguendo così le orme dei fratelli maggiori Pat (che giocava nel Millwall), Ray (che militava nel QPR), Frank Jr. (che giocava nello Shamrock Rovers), nonché dello zio Frank Sr. Il 6 ottobre 1973 fece il suo debutto, subentrando al posto dell'infortunato Jeff Blockley nella gara contro il Birmingham City.
Nel resto della stagione l'allenatore Bertie Mee decise di impiegarlo con parsimonia: "Chippy" terminò la sua prima stagione con la maglia dei Gunners con all'attivo 13 presenze. Con la squadra londinese vinse la FA Cup nel 1978-1979, disputando le finali della stessa sia nel 1977-1978, sia nel 1979-1980. Con il club londinese raggiunse inoltre la finale di Coppa delle Coppe nel 1979-1980, perdendola contro gli spagnoli del Valencia.

##### Esperienze italiane e ritorno in Inghilterra
Nell'estate del 1980, grazie all'intervento del talent scout Gigi Peronace, diventò il primo giocatore straniero acquistato dalla Juventus dopo la riapertura del calcio italiano agli stranieri. Con la squadra torinese vinse due scudetti consecutivi, nelle stagioni 1980-1981 e 1981-1982; in quest'ultimo campionato si incaricò di tirare il rigore che, all'ultima giornata, diede ai bianconeri la vittoria sul campo del Catanzaro e, di riflesso, il titolo nazionale, pur sapendo di non esser stato confermato in rosa per l'annata successiva.
Chiuso infatti dall'arrivo a Torino di Michel Platini, passò alla Sampdoria. Dopo due buone stagioni a Genova si trasferì all'Inter per 3,5 miliardi di lire, e successivamente all'Ascoli dove partecipò alla vittoria di una Coppa Mitropa nel 1986-1987. Il 1º marzo 1987 ritornò quindi in Inghilterra, dove chiuse la carriera dopo due annate nelle file del West Ham Utd.

#### Nazionale
Ha vestito per quindici anni la maglia dell'Irlanda, a cavallo degli anni 1970 e 1980, non riuscendo a prender parte con i Boys in Green, in questo lasso di tempo, ad alcuna fase finale delle manifestazioni europee e mondiali.

### Allenatore e dirigente
Il 19 giugno 1991 diventò l'allenatore del Celtic, carica mantenuta fino al 6 ottobre 1993. Il 1º dicembre dello stesso anno approdò sulla panchina del Brighton, dove rimase fino al 30 giugno 1995.
Il 2 luglio 1996 ricoprì la carica di direttore del settore giovanile dell'Arsenal.
Il 1º maggio 2008 divenne l'assistente del commissario tecnico della nazionale irlandese, Giovanni Trapattoni, affiancato nel ruolo dall'altro ex juventino e compagno di squadra Marco Tardelli; si dimise il 30 aprile 2010 per non perdere l'incarico all'Arsenal.
Nel gennaio 2013 l'Arsenal annunciò che Brady avrebbe lasciato il ruolo di responsabile del settore giovanile del club nel maggio 2014.

## Statistiche

### Cronologia presenze e reti in nazionale
| Cronologia completa delle presenze e delle reti in nazionale ― Irlanda | Cronologia completa delle presenze e delle reti in nazionale ― Irlanda | Cronologia completa delle presenze e delle reti in nazionale ― Irlanda | Cronologia completa delle presenze e delle reti in nazionale ― Irlanda | Cronologia completa delle presenze e delle reti in nazionale ― Irlanda | Cronologia completa delle presenze e delle reti in nazionale ― Irlanda | Cronologia completa delle presenze e delle reti in nazionale ― Irlanda | Cronologia completa delle presenze e delle reti in nazionale ― Irlanda |
| Data                                                                   | Città                                                                  | In casa                                                                | Risultato                                                              | Ospiti                                                                 | Competizione                                                           | Reti                                                                   | Note                                                                   |
| ---------------------------------------------------------------------- | ---------------------------------------------------------------------- | ---------------------------------------------------------------------- | ---------------------------------------------------------------------- | ---------------------------------------------------------------------- | ---------------------------------------------------------------------- | ---------------------------------------------------------------------- | ---------------------------------------------------------------------- |
| 30-10-1974                                                             | Dublino                                                                | Irlanda                                                                | 3 – 0                                                                  | Unione Sovietica                                                       | Qual. Euro 1976                                                        | -                                                                      |                                                                        |
| 20-11-1974                                                             | Smirne                                                                 | Turchia                                                                | 1 – 1                                                                  | Irlanda                                                                | Qual. Euro 1976                                                        | -                                                                      |                                                                        |
| 11-3-1975                                                              | Dublino                                                                | Irlanda                                                                | 1 – 0                                                                  | Germania Ovest                                                         | Amichevole                                                             | -                                                                      |                                                                        |
| 10-5-1975                                                              | Dublino                                                                | Irlanda                                                                | 1 – 0                                                                  | Svizzera                                                               | Qual. Euro 1976                                                        | -                                                                      |                                                                        |
| 18-5-1975                                                              | Kiev                                                                   | Unione Sovietica                                                       | 2 – 1                                                                  | Irlanda                                                                | Qual. Euro 1976                                                        | -                                                                      |                                                                        |
| 21-5-1975                                                              | Berna                                                                  | Svizzera                                                               | 1 – 1                                                                  | Irlanda                                                                | Qual. Euro 1976                                                        | -                                                                      |                                                                        |
| 29-10-1975                                                             | Dublino                                                                | Irlanda                                                                | 4 – 0                                                                  | Turchia                                                                | Qual. Euro 1976                                                        | -                                                                      |                                                                        |
| 24-3-1976                                                              | Dublino                                                                | Irlanda                                                                | 3 – 0                                                                  | Norvegia                                                               | Amichevole                                                             | 1                                                                      |                                                                        |
| 26-5-1976                                                              | Poznań                                                                 | Polonia                                                                | 0 – 2                                                                  | Irlanda                                                                | Amichevole                                                             | -                                                                      | Ammonizione                                                            |
| 8-9-1976                                                               | Londra                                                                 | Inghilterra                                                            | 1 – 1                                                                  | Irlanda                                                                | Amichevole                                                             | -                                                                      |                                                                        |
| 13-10-1976                                                             | Ankara                                                                 | Turchia                                                                | 3 – 3                                                                  | Irlanda                                                                | Amichevole                                                             | -                                                                      |                                                                        |
| 17-11-1976                                                             | Parigi                                                                 | Francia                                                                | 2 – 0                                                                  | Irlanda                                                                | Qual. Mondiali 1978                                                    | -                                                                      |                                                                        |
| 9-2-1977                                                               | Dublino                                                                | Irlanda                                                                | 0 – 1                                                                  | Spagna                                                                 | Amichevole                                                             | -                                                                      |                                                                        |
| 30-3-1977                                                              | Dublino                                                                | Irlanda                                                                | 1 – 0                                                                  | Francia                                                                | Qual. Mondiali 1978                                                    | 1                                                                      |                                                                        |
| 1-6-1977                                                               | Sofia                                                                  | Bulgaria                                                               | 2 – 1                                                                  | Irlanda                                                                | Qual. Mondiali 1978                                                    | -                                                                      |                                                                        |
| 12-10-1977                                                             | Dublino                                                                | Irlanda                                                                | 0 – 0                                                                  | Bulgaria                                                               | Qual. Mondiali 1978                                                    | -                                                                      |                                                                        |
| 21-5-1978                                                              | Oslo                                                                   | Norvegia                                                               | 0 – 0                                                                  | Irlanda                                                                | Amichevole                                                             | -                                                                      | 23’                                                                    |
| 20-9-1978                                                              | Dublino                                                                | Irlanda                                                                | 0 – 0                                                                  | Irlanda del Nord                                                       | Qual. Euro 1980                                                        | -                                                                      |                                                                        |
| 25-10-1978                                                             | Dublino                                                                | Irlanda                                                                | 1 – 1                                                                  | Inghilterra                                                            | Qual. Euro 1980                                                        | -                                                                      |                                                                        |
| 2-5-1979                                                               | Dublino                                                                | Irlanda                                                                | 2 – 0                                                                  | Danimarca                                                              | Qual. Euro 1980                                                        | -                                                                      |                                                                        |
| 19-5-1979                                                              | Sofia                                                                  | Bulgaria                                                               | 1 – 0                                                                  | Irlanda                                                                | Qual. Euro 1980                                                        | -                                                                      |                                                                        |
| 22-5-1979                                                              | Dublino                                                                | Irlanda                                                                | 1 – 3                                                                  | Germania Ovest                                                         | Amichevole                                                             | -                                                                      |                                                                        |
| 11-9-1979                                                              | Swansea                                                                | Galles                                                                 | 2 – 1                                                                  | Irlanda                                                                | Amichevole                                                             | -                                                                      |                                                                        |
| 17-10-1979                                                             | Dublino                                                                | Irlanda                                                                | 3 – 0                                                                  | Bulgaria                                                               | Qual. Euro 1980                                                        | -                                                                      |                                                                        |
| 6-2-1980                                                               | Londra                                                                 | Inghilterra                                                            | 2 – 0                                                                  | Irlanda                                                                | Qual. Euro 1980                                                        | -                                                                      | cap.                                                                   |
| 26-3-1980                                                              | Nicosia                                                                | Cipro                                                                  | 2 – 3                                                                  | Irlanda                                                                | Qual. Mondiali 1982                                                    | -                                                                      | cap.                                                                   |
| 10-9-1980                                                              | Dublino                                                                | Irlanda                                                                | 2 – 1                                                                  | Paesi Bassi                                                            | Qual. Mondiali 1982                                                    | -                                                                      | cap.                                                                   |
| 15-10-1980                                                             | Dublino                                                                | Irlanda                                                                | 1 – 1                                                                  | Belgio                                                                 | Qual. Mondiali 1982                                                    | -                                                                      | cap.                                                                   |
| 28-10-1980                                                             | Parigi                                                                 | Francia                                                                | 2 – 0                                                                  | Irlanda                                                                | Qual. Mondiali 1982                                                    | -                                                                      | cap.                                                                   |
| 19-11-1980                                                             | Dublino                                                                | Irlanda                                                                | 6 – 0                                                                  | Cipro                                                                  | Qual. Mondiali 1982                                                    | -                                                                      | cap.                                                                   |
| 25-3-1981                                                              | Bruxelles                                                              | Belgio                                                                 | 1 – 0                                                                  | Irlanda                                                                | Qual. Mondiali 1982                                                    | -                                                                      | cap.                                                                   |
| 9-9-1981                                                               | Rotterdam                                                              | Paesi Bassi                                                            | 2 – 2                                                                  | Irlanda                                                                | Qual. Mondiali 1982                                                    | -                                                                      | cap.                                                                   |
| 14-10-1981                                                             | Dublino                                                                | Irlanda                                                                | 3 – 2                                                                  | Francia                                                                | Qual. Mondiali 1982                                                    | -                                                                      | cap. 88’                                                               |
| 21-5-1982                                                              | Ñuñoa                                                                  | Cile                                                                   | 1 – 0                                                                  | Irlanda                                                                | Amichevole                                                             | -                                                                      |                                                                        |
| 27-5-1982                                                              | Uberlândia                                                             | Brasile                                                                | 7 – 0                                                                  | Irlanda                                                                | Amichevole                                                             | -                                                                      |                                                                        |
| 30-5-1982                                                              | Arima                                                                  | Trinidad e Tobago                                                      | 2 – 1                                                                  | Irlanda                                                                | Amichevole                                                             | 1                                                                      |                                                                        |
| 22-9-1982                                                              | Rotterdam                                                              | Paesi Bassi                                                            | 2 – 1                                                                  | Irlanda                                                                | Qual. Euro 1984                                                        | -                                                                      | 45’                                                                    |
| 13-10-1982                                                             | Dublino                                                                | Irlanda                                                                | 2 – 0                                                                  | Islanda                                                                | Qual. Euro 1984                                                        | -                                                                      | 64’                                                                    |
| 17-11-1982                                                             | Dublino                                                                | Irlanda                                                                | 3 – 3                                                                  | Spagna                                                                 | Qual. Euro 1984                                                        | -                                                                      |                                                                        |
| 30-3-1983                                                              | Ta' Qali                                                               | Malta                                                                  | 0 – 1                                                                  | Irlanda                                                                | Qual. Euro 1984                                                        | -                                                                      | 85’                                                                    |
| 21-9-1983                                                              | Reykjavík                                                              | Islanda                                                                | 0 – 3                                                                  | Irlanda                                                                | Qual. Euro 1984                                                        | -                                                                      |                                                                        |
| 12-10-1983                                                             | Dublino                                                                | Irlanda                                                                | 2 – 3                                                                  | Paesi Bassi                                                            | Qual. Euro 1984                                                        | 1                                                                      |                                                                        |
| 16-11-1983                                                             | Dublino                                                                | Irlanda                                                                | 8 – 0                                                                  | Malta                                                                  | Qual. Euro 1984                                                        | 2                                                                      |                                                                        |
| 4-4-1984                                                               | Ramat Gan                                                              | Israele                                                                | 3 – 0                                                                  | Irlanda                                                                | Amichevole                                                             | -                                                                      |                                                                        |
| 23-5-1984                                                              | Dublino                                                                | Irlanda                                                                | 0 – 0                                                                  | Polonia                                                                | Amichevole                                                             | -                                                                      |                                                                        |
| 12-9-1984                                                              | Dublino                                                                | Irlanda                                                                | 1 – 0                                                                  | Unione Sovietica                                                       | Qual. Mondiali 1986                                                    | -                                                                      |                                                                        |
| 17-10-1984                                                             | Reykjavík                                                              | Norvegia                                                               | 1 – 0                                                                  | Irlanda                                                                | Qual. Mondiali 1986                                                    | -                                                                      |                                                                        |
| 14-11-1984                                                             | Copenaghen                                                             | Danimarca                                                              | 3 – 0                                                                  | Irlanda                                                                | Qual. Mondiali 1986                                                    | -                                                                      |                                                                        |
| 5-2-1985                                                               | Dublino                                                                | Irlanda                                                                | 1 – 2                                                                  | Italia                                                                 | Amichevole                                                             | -                                                                      |                                                                        |
| 26-3-1985                                                              | Londra                                                                 | Inghilterra                                                            | 2 – 1                                                                  | Irlanda                                                                | Amichevole                                                             | 1                                                                      |                                                                        |
| 1-5-1985                                                               | Dublino                                                                | Irlanda                                                                | 0 – 0                                                                  | Norvegia                                                               | Qual. Mondiali 1986                                                    | -                                                                      | 67’                                                                    |
| 26-5-1985                                                              | Cork                                                                   | Irlanda                                                                | 0 – 0                                                                  | Spagna                                                                 | Amichevole                                                             | -                                                                      | cap.                                                                   |
| 2-6-1985                                                               | Dublino                                                                | Irlanda                                                                | 3 – 0                                                                  | Svizzera                                                               | Qual. Mondiali 1986                                                    | -                                                                      |                                                                        |
| 11-9-1985                                                              | Berna                                                                  | Svizzera                                                               | 0 – 0                                                                  | Irlanda                                                                | Qual. Mondiali 1986                                                    | -                                                                      |                                                                        |
| 16-10-1985                                                             | Mosca                                                                  | Unione Sovietica                                                       | 2 – 0                                                                  | Irlanda                                                                | Qual. Mondiali 1986                                                    | -                                                                      |                                                                        |
| 13-11-1985                                                             | Dublino                                                                | Irlanda                                                                | 1 – 4                                                                  | Danimarca                                                              | Qual. Mondiali 1986                                                    | -                                                                      |                                                                        |
| 26-3-1986                                                              | Dublino                                                                | Irlanda                                                                | 0 – 1                                                                  | Galles                                                                 | Amichevole                                                             | -                                                                      | cap.                                                                   |
| 10-9-1986                                                              | Bruxelles                                                              | Belgio                                                                 | 2 – 2                                                                  | Irlanda                                                                | Qual. Euro 1988                                                        | 1                                                                      |                                                                        |
| 15-10-1986                                                             | Dublino                                                                | Irlanda                                                                | 0 – 0                                                                  | Scozia                                                                 | Qual. Euro 1988                                                        | -                                                                      |                                                                        |
| 12-11-1986                                                             | Varsavia                                                               | Polonia                                                                | 1 – 0                                                                  | Irlanda                                                                | Amichevole                                                             | -                                                                      |                                                                        |
| 18-2-1987                                                              | Glasgow                                                                | Scozia                                                                 | 0 – 1                                                                  | Irlanda                                                                | Qual. Euro 1988                                                        | -                                                                      | 60’                                                                    |
| 1-4-1987                                                               | Sofia                                                                  | Bulgaria                                                               | 2 – 1                                                                  | Irlanda                                                                | Qual. Euro 1988                                                        | -                                                                      | Ammonizione                                                            |
| 29-4-1987                                                              | Dublino                                                                | Irlanda                                                                | 0 – 0                                                                  | Belgio                                                                 | Qual. Euro 1988                                                        | -                                                                      | 77’                                                                    |
| 23-5-1987                                                              | Dublino                                                                | Irlanda                                                                | 1 – 0                                                                  | Brasile                                                                | Amichevole                                                             | 1                                                                      |                                                                        |
| 28-5-1987                                                              | Lussemburgo                                                            | Lussemburgo                                                            | 0 – 2                                                                  | Irlanda                                                                | Qual. Euro 1988                                                        | -                                                                      |                                                                        |
| 9-9-1987                                                               | Dublino                                                                | Irlanda                                                                | 2 – 1                                                                  | Lussemburgo                                                            | Qual. Euro 1988                                                        | -                                                                      |                                                                        |
| 14-10-1987                                                             | Dublino                                                                | Irlanda                                                                | 2 – 0                                                                  | Bulgaria                                                               | Qual. Euro 1988                                                        | -                                                                      | 84’                                                                    |
| 7-2-1989                                                               | Dublino                                                                | Irlanda                                                                | 0 – 0                                                                  | Francia                                                                | Amichevole                                                             | -                                                                      |                                                                        |
| 8-3-1989                                                               | Budapest                                                               | Ungheria                                                               | 0 – 0                                                                  | Irlanda                                                                | Qual. Mondiali 1990                                                    | -                                                                      | 79’                                                                    |
| 4-6-1989                                                               | Dublino                                                                | Irlanda                                                                | 2 – 0                                                                  | Ungheria                                                               | Qual. Mondiali 1990                                                    | -                                                                      | 74’                                                                    |
| 6-9-1989                                                               | Dublino                                                                | Irlanda                                                                | 1 – 1                                                                  | Germania Ovest                                                         | Amichevole                                                             | -                                                                      | 35’                                                                    |
| 16-5-1990                                                              | Dublino                                                                | Irlanda                                                                | 1 – 1                                                                  | Finlandia                                                              | Amichevole                                                             | -                                                                      | cap. 26’                                                               |
| Totale                                                                 |                                                                        | Presenze                                                               | 72                                                                     |                                                                        | Reti                                                                   | 9                                                                      |                                                                        |

## Palmarès

### Giocatore

#### Club

##### Competizioni nazionali
- Coppa d'Inghilterra: 1

Arsenal: 1978-1979
- Campionato italiano: 2

Juventus: 1980-1981, 1981-1982

##### Competizioni internazionali
- Coppa Mitropa: 1

Ascoli: 1986-1987

#### Individuale
- Giocatore dell'anno della PFA: 1

1979